# ジェラシー (ペット・ショップ・ボーイズの曲)
「ジェラシー」(Jealousy)は、ペット・ショップ・ボーイズの楽曲。4枚目のスタジオ・アルバム『ビヘイヴィアー：薔薇の旋律』から4枚目のシングルカットとしてリリースされた。
ミュージック・ビデオの監督はエリック・ワトソンが務めた。
カップリングの「ルージング・マイ・マインド」はライザ・ミネリに提供した楽曲のセルフカバー。

## 背景
2001年に再発売した『ビヘイヴィアー』の2枚組に同封されているFurther Listening 1990–1991のブックレットの中で、ニール・テナントは「ジェラシーについてデュオが初めて制作した楽曲であると述べた。クリス・ロウが彼の両親の家でメロディーを作曲し、これはバラードになるべきだと思った彼はテナントに激しい歌詞を書くように言った。テナントは歌詞について一番シンプルな形の「嫉妬」について取り上げ、夜中パートナーからの電話を待っていても来ないなどといった無関心や無礼な態度からくる不貞への嫌疑について取り扱った。この曲はエンニオ・モリコーネにオーケストラ用の編曲をしてもらう許可を得るのを待つために彼らの最初の3枚のアルバムには収録されなかったが、結局返答がなかったためハロルド・フォルターメイヤーが代わりに編曲を担当した。

## 収録曲
CDシングル
1. Jealousy (7" Version) - 4:16
2. Losing My Mind (Disco Mix) - 6:09
3. Jealousy (Extended Mix) - 7:58

## チャート
| チャート (1991年)                      | 最高位 |
| -------------------------------------- | ------ |
| オーストラリア (ARIA)                  | 147    |
| ヨーロッパ (Eurochart Hot 100 Singles) | 19     |
| フィンランド (Suomen virallinen lista) | 4      |
| ドイツ (GfK Entertainment charts)      | 20     |
| アイルランド (IRMA)                    | 8      |
| スペイン (AFYVE)                       | 19     |
| スイス (Schweizer Hitparade)           | 14     |
| UK シングルス (OCC)                    | 12     |